# Печатка Японської держави

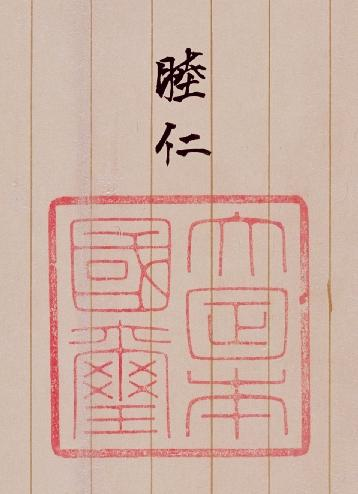
Відбиток печатки і підпис Імператора Мейдзі на Конститутції 1889 року.

Печа́тка Япо́нської держа́ви (яп. 国璽, こくじ, МФА: [kokud͡ʑi]) — офіційна печатка Японської держави. Використовується для затвердження важливих державних і міждержавних документів.

## Короткі відомості
Державна печатка Японії виготовлена з чистого золота у вигляді квадратного куба, висотою сторони 9,09 см, і вагою 3,50 кг. Вона містить кліше з ієрогліфічним написом «Печатка Великої Японської держави» (大日本國璽). Вираз «Великої Японської» (大日本), що складається з трьох ієрогліфів, розташований праворуч, а словосполучення «Печатка держави» (國璽), що складається з двох ієрогліфів, розташоване ліворуч. Імператорська печатка має приблизно такі ж параметри як і печатка Імператора Японії.
Вперше державна печатка була затверджена 1872 року, в часи реставрації Мейдзі. До цього її функції виконувала Імператорська печатка. Державна печатка виготовлялася з бронзи й була трохи менше печатки Імператора. 1874 року уряд затвердив остаточний вигляд Державної печатки, що повністю нагадував Імператорську печатку за винятком кліше.
В Японській імперії за зберігання і використання Державної печатки відповідав Міністр печатки. Після 1945 нею завідують службовці Управління Імператорського двору Японії. Печатка зберігається в спеціальному шкіряному футлярі, загорнутою в бузкову і білу шовкові хусточки. Так само як і для Імператорської печатки для її відбитків використовують кіноварний червоний колір. За традицією відбиток печатки частково наступає на підпис.